# UFC Fight Night: Cerrone vs. Miller
UFC Fight Night: Cerrone vs. Miller (también conocido como UFC Fight Night 45) fue un evento de artes marciales mixtas celebrado por Ultimate Fighting Championship el 16 de julio de 2014 en el Revel en Atlantic City, Nueva Jersey.

## Historia
El evento estuvo encabezado por una pelea de peso ligero entre Donald Cerrone y Jim Miller.
Se esperaba que Rick Story se enfrentara a John Howard en el evento. Sin embargo, Howard fue obligado a salir de la pelea por una lesión y fue reemplazado por Leonardo Mafra.
Se esperaba que Jim Alers se enfrentara a Lucas Martins en el evento. Sin embargo, Alers se retiró de la pelea citando una lesión y fue reemplazado por Alex White.

## Premios extra
Cada peleador recibió un bono de $50,000.
- Pelea de la Noche: John Lineker vs. Alptekin Ozkilic
- Actuación de la Noche: Donald Cerrone y Lucas Martins